# Rancho Viejo (San Marcos)
Rancho Viejo es una localidad del estado mexicano de Guerrero. Es parte del municipio de San Marcos.

## Demografía
| Gráfica de evolución demográfica |
|                                  |

| Censo | Población |
| ----- | --------- |
| 1900  | 183       |
| 1910  | 159       |
| 1921  | 304       |
| 1930  | 276       |
| 1940  | 364       |
| 1950  | 523       |
| 1960  | 596       |
| 1970  | 806       |
| 1980  | 717       |
| 1990  | 1 192     |
| 2000  | 1 160     |
| 2010  | 1 119     |
| 2020  | 1 035     |